# Tanx
Tanx es el octavo álbum de estudio de la banda británica de rock T. Rex, publicado en 1973 por el sello EMI para Europa y por Reprise para los Estados Unidos. La composición de las canciones comenzó solo días después del lanzamiento de su antecesor The Slider (1972) y la mayor parte de su grabación se realizó en tres días de octubre en el estudio del Castillo de Hérouville de París. En esta ocasión, el vocalista Marc Bolan agregó algunos elementos del soul, funk y góspel al clásico sonido de la banda, el glam rock, lo que lo convirtió en uno de sus álbumes más dinámicos. Esto se vio reflejado en la aparición de un coro de voces femeninas y en la inclusión del saxofón en algunas de sus canciones.
Luego de su lanzamiento recibió mayoritariamente críticas favorables por parte de la prensa especializada, como también una positiva recepción en las listas musicales de algunos países europeos. No obstante, como no tuvo ningún sencillo promocional, sus ventas fueron bajas con relación a sus anteriores producciones. A diferencia de las giras previas, el Tanx Tour realizado en 1973 se enfocó principalmente en los Estados Unidos, Canadá, Australia y Japón.

## Antecedentes
En 1971, con los sencillos «Hot Love» y «Get It On», T. Rex consiguió un éxito comercial en el Reino Unido ya que ambos alcanzaron el número 1 en el UK Singles Chart. Sumado a los álbumes Electric Warrior (1971), Bolan Boogie (1972) y al doble disco Tyrannosaurus Rex: A Beginning (1972), que consiguieron todos el primer lugar en la UK Albums Chart, T. Rex logró apartar de los medios de comunicación a otros grupos locales de los años 1960 como The Rolling Stones, Bob Dylan y The Beatles. En julio de 1972 la banda publicó The Slider que no alcanzó el éxito esperado pese a posicionarse en la cuarta casilla de la lista británica, además de entrar entre los veinte más vendidos del conteo estadounidense Billboard 200. Debido a ello, solo días después del lanzamiento de The Slider, el vocalista Marc Bolan comenzó componer nuevo material para el siguiente disco.

## Composición y grabación

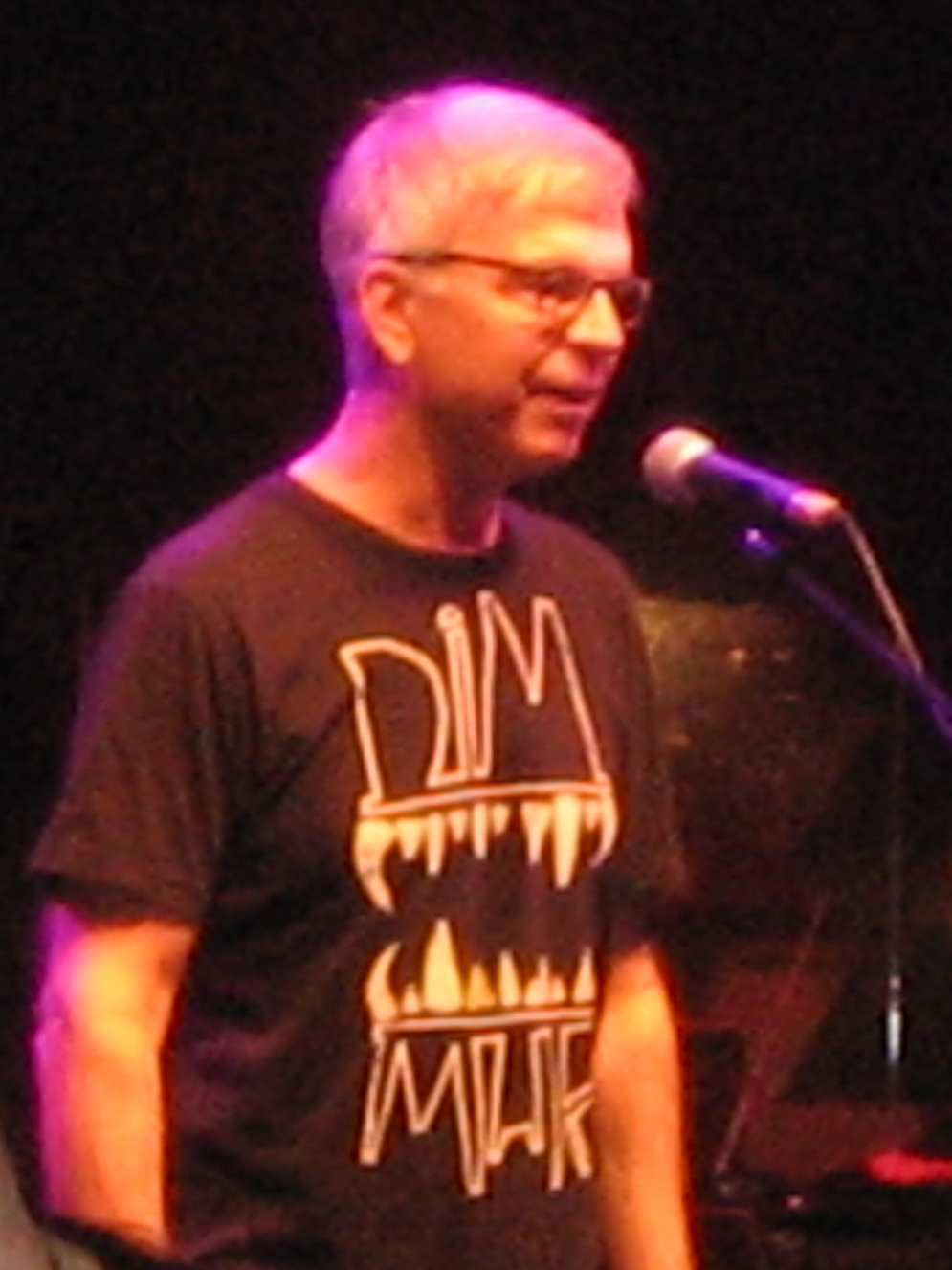
Tony Visconti, fotografiado en 2007, fue el productor de Tanx.

Las primeras ideas del álbum las escribió el vocalista Marc Bolan a mediados de 1972, en un lapso entre el posterior lanzamiento de The Slider y antes de que comenzara su respectiva gira de conciertos. En agosto del mismo año retomó sus composiciones mientras la banda estaba en Norteamérica durante la gira promocional de The Slider, según Tony Visconti: «(...) estaba escribiendo canciones en habitaciones de hotel». De acuerdo con el productor, por aquel tiempo Bolan estaba entusiasmado por el soul y el funk. Inclusive, en algunas presentaciones por los Estados Unidos contó con un coro de mujeres para emular el sonido del góspel, uno de los elementos del soul. Estos nuevos gustos musicales de Bolan al final se reflejaron en el disco, ya que agregó ciertos elementos al clásico sonido de la banda, el glam rock.
Si bien algunas canciones se registraron en la primera semana de agosto, la mayor parte de su grabación tuvo lugar en tres días de octubre en el estudio del Castillo de Hérouville al norte de París, Francia. Al igual que en la grabación del disco anterior, la relación entre Bolan y los demás integrantes era tensa, inclusive Visconti mencionó que él estaba irritable: «Su antigua habitación en este estudio estaba ocupada por el nuevo propietario, que estaba ausente. Marc ordenó a su road manager que tirara toda la ropa del dueño afuera de la habitación para poder tenerla. También se quejó cuando tomamos demasiado tiempo para cenar. Su comentario fue: "No te pago por comer. ¡Entra al estudio y trabaja!"». A pesar de aquello, más tarde Visconti aseguró que el estado de ánimo fue más relajado que en las sesiones de The Slider.

### Estilo musical
En esencia, el disco mantiene el mismo estilo musical de sus predecesores Electric Warrior (1971) y The Slider (1972), pero gracias a que Bolan añadió algunos elementos de sus nuevos gustos musicales, Tanx es mucho más dinámico. Por primera vez en la historia de la banda se agregó un coro de voces femeninas, en reemplazo de Mark Volman y Howard Kaylan quienes renunciaron porque no les pagaban. Como una manera de demostrar su lado más funky, el saxofón apareció en las canciones «Mister Mister», «Broken Hearted Blues» y en «The Street and Babe Shadow», mientras que algunos toques del soul figuran en «Electric Slim and the Factory Hen» y, sobre todo, en «Left Hand Luke and the Beggar Boys». Este último tema está inspirado en el sencillo de los años 1960 «Montague the Magnificent» del DJ de rhythm and blues Magnificent Montague. Cabe señalar que para la canción se añadió un coro de góspel, integrado por las cantantes Lesley Duncan, Madeline Bell, Vicki Brown, Barry St. John y Sue and Sunny, pero no se acreditó en la contraportada.
A pesar de la inclusión de ciertos componentes del soul, funk y góspel, Bolan mantuvo el clásico estilo de la banda en las otras canciones. El mellotrón y la sección de cuerdas —interpretadas por Visconti— son las principales características de «Tenement Lady» y «Highway Knees», respectivamente. Las voces en falsete aparecen en la balada «Life is Strange» y el bailable ritmo boogie figura en «Shock Rock» y «Born to Boogie».

## Lanzamiento y reediciones

Logo de la discográfica EMI, que publicó Tanx en el continente europeo.

Tanx salió a la venta el 16 de marzo de 1973 por el sello Reprise para el mercado estadounidense y por EMI para Europa. Con el pasar de los años ha sido publicado en distintos formatos en más de una decena de veces. En 1992, Marc on Wax Records lanzó una remasterización con el título de Tanx 15th Annyversary, que incluyó un segundo disco de maquetas entre ellas un tema llamado «Darling». Dos años más tarde Edsel Records lo relanzó con un EP adicional que contenía los sencillos «Children of the Revolution» y «20th Century Boy» con sus respectivos lados B. En 1995 el mismo sello publicó una versión alternativa llamada Tanx / Left Hand Luke The Alternate Tanx que poseía el disco original, el extended play de sencillos, un álbum de mezclas y otro de maquetas acústicas.

### Portada
El diseño lo creó el artista gráfico británico John Kosh, mientras que la fotografía la tomó su compatriota Peter Howe. En la portada aparece una imagen en blanco y negro del vocalista Marc Bolan vestido con ropa glamorosa y en una pose provocativa, delante de un tanque panzer de juguete. En el lanzamiento original se incluyó, además, un póster de Bolan tomado de la misma sesión de fotos. Una vez que el sello Marc On Wax reeditó el álbum en 1992, la portada original se cambió por una fotografía cuasi primer plano del cantante con una expresión facial entre sorprendida y sonriente.

## Recepción comercial y promoción
El 31 de marzo de 1973 el álbum alcanzó el puesto 4 en la lista británica UK Albums Chart y permaneció en ella durante trece semanas. En Alemania llegó hasta la tercera casilla del Media Control Charts, la mejor posición para uno de sus discos en ese país. En la duodécima semana de 1973 (19-25 de marzo) obtuvo el puesto 5 en el conteo VG-lista de Noruega y se mantuvo en ella por doce semanas. Fuera de Europa, Tanx logró ingresar en la lista de Australia en la novena posición y en el Billboard 200 de los Estados Unidos solo obtuvo el puesto 102. Tras el fallido intento de posicionar a la banda en el mercado estadounidense, el sello Reprise —distribuidor de los álbumes de T. Rex en ese país— optó por no renovar el contrato con la banda.
Si bien el álbum no tuvo sencillos promocionales, semanas antes se había lanzado el tema «20th Century Boy» pero, en realidad, no tuvo relación alguna con el disco; inclusive se agregó a su lista de canciones recién en la remasterización de 1994. De acuerdo con el escritor Mark Paytress, la idea de dejar afuera dicha pista afectó las ventas de Tanx en el Reino Unido. Para promocionarlo, en 1973 la banda dio una serie de conciertos principalmente en los Estados Unidos, Canadá, Australia y Japón, mientras que en Europa se realizaron no más de cinco presentaciones.

## Comentarios de la crítica
Tanx recibió mayoritariamente reseñas favorables por parte de la prensa especializada. En 1973, las revistas británicas NME y Record Mirror lo alabaron. Wayne Robbins de la estadounidense Creem señaló que: «Canción por canción, este podría ser el álbum más fuerte de Marc Bolan. Ciertamente, es el más variado y el más musical». Greg Prato del sitio Allmusic admiró que «Bolan intentara ampliar el sonido de T. Rex» con el coro de mujeres y el saxofón. Además, mencionó que: «(...) marcó el final de lo que muchos consideran la era dorada de T. Rex». Whitney Strub de la revista en línea PopMatters indicó que sus canciones, en su mayoría, fluyen cohesivamente aunque igual posee su cuota de relleno y que «una razón del fracaso comercial de Tanx fue su falta de inmediatez por la que se conocía el glam». Stephen M. Deusner de Pitchfork Media dijo que «Tanx demostró ser un álbum difícil: Bolan estaba discutiendo con los otros miembros de T. Rex, su popularidad estaba disminuyendo y su consumo de narcóticos era desenfrenado» y como resultado «...tiene una sensación apresurada, lo que no es necesariamente algo malo». Neil Kulkarni de la revista en línea británica The Quietus estimó que «es un álbum excesivo, en el mejor sentido posible» y que en las canciones «Mister Mister», «Broken Hearted Blues» y «Electric Slim & The Factory Hen» finalmente Bolan añadió toques de lo que siempre quiso explorar, el soul; incluso «dos años antes de que David Bowie intentara el mismo movimiento en Young Americans». Dave Swanson del sitio Ultimate Classic Rock señaló que «Bolan tomó la decisión consciente de cambiar un poco las cosas. Algunos de los estilos más caprichosos y adolescentes fueron reemplazados por un enfoque un poco más "maduro"». Además, Swanson indicó que el álbum «muestra la influencia de la música soul estadounidense en mayor grado que en cualquiera de sus discos anteriores».
Por su parte, una de las opiniones negativas las dio Paul Gambaccini de Rolling Stone que comentó: «Este álbum podría haber hecho un buen EP, ya que hay cuatro pistas que valen la pena, pero las nueve restantes son huidas de las fantasías de Bolan que podrían ser interesantes para sus numerosos devotos, pero no tanto para los oyentes más casuales» Al terminar su reseña mencionó: «Este álbum es una triste indicación de que Bolan realmente no ha progresado y no puedo ver a muchas personas realmente satisfechas con él».

### Legado
En 2003, Martin Gore de Depeche Mode grabó una versión de «Life is Strange» para su sencillo como solista «Stardust». En la versión extendida, se agregó un metraje en donde Gore toca en formato acústico otra canción del álbum, «Left Hand Luke and the Beggar Boys». En diciembre de 2010 el productor Ed Buller contó al sitio 140dB Management que el álbum sirvió como modelo para Coming Up (1996) de Suede: «De hecho, pensé que The Slider era una mejor opción, pero Brett siempre tuvo una visión diferente de las cosas. Siempre vi a The Slider como el último álbum de T. Rex, pero él tenía razón, Tanx es en realidad un mejor disco, porque es más interesante. Básicamente, lo que hicimos, fue que cada canción comenzó con guitarra acústica, bongos y pandereta, así que todo cobró vida de la misma manera que Marc Bolan grabó originalmente sus cosas». En 2013, la canción «Life is Strange» se empleó en varias escenas de la película Dallas Buyers Club del director Jean-Marc Vallée. Uno de sus personajes —una mujer transgénero llamada Rayon— tenía el aspecto de Marc Bolan e incluso vivía en un departamento en donde sus paredes estaban decoradas con fotografías del vocalista.

## Lista de canciones
Todas las canciones escritas por Marc Bolan.

| N.º | Título                               | Duración |  |
| 1.  | «Tenement Lady»                      | 2:55     |  |
| 2.  | «Rapids»                             | 2:48     |  |
| 3.  | «Mister Mister»                      | 3:29     |  |
| 4.  | «Broken Hearted Blues»               | 2:02     |  |
| 5.  | «Schock Rock»                        | 1:43     |  |
| 6.  | «County Honey»                       | 1:47     |  |
| 7.  | «Electric Slim and the Factory Hen»  | 3:03     |  |
| 8.  | «Mad Donna»                          | 2:16     |  |
| 9.  | «Born to Boggie»                     | 2:04     |  |
| 10. | «Life is Strange»                    | 2:30     |  |
| 11. | «The Street and Babe Shadow»         | 2:18     |  |
| 12. | «Highway Knees»                      | 2:34     |  |
| 13. | «Left Hand Luke and the Beggar Boys» | 5:18     |  |

| Pistas adicionales en reelanzamiento CD de 1994 |                              |          |  |
| N.º                                             | Título                       | Duración |  |
| 14.                                             | «Children of the Revolution» | 2:30     |  |
| 15.                                             | «Jitterbug Love»             | 2:59     |  |
| 16.                                             | «Sunken Rags»                | 2:54     |  |
| 17.                                             | «Solid Gold Easy Action»     | 2:20     |  |
| 18.                                             | «Xmas Riff»                  | 0:11     |  |
| 19.                                             | «20th Century Boy»           | 3:41     |  |
| 20.                                             | «Free Angel»                 | 2:12     |  |

## Posicionamiento en listas musicales
| País           | Lista                   | Posición |
| -------------- | ----------------------- | -------- |
| Alemania       | Media Control Charts    | 3        |
| Australia      | Australian Albums Chart | 9        |
| Estados Unidos | Billboard 200           | 102      |
| Noruega        | VG-lista                | 5        |
| Reino Unido    | UK Albums Chart         | 4        |

| País     | Lista                | Posición |
| -------- | -------------------- | -------- |
| Alemania | Media Control Charts | 21       |

## Créditos
| Músicos - Marc Bolan: voz y guitarra eléctrica - Mickey Finn: bongó y conga - Steve Currie: bajo - Bill Legend: batería - Howard Casey: saxofón (músico invitado) | Producción - Tony Visconti: producción, sección de cuerdas y mellotrón - John Kosh: diseño de portada - Peter Howe: fotografía de la portada - Mike Putland y amigos: fotografías de la contraportada |

Fuente: Librillos de notas, remasterización de 1994.